# Großsteingräber bei Grevenkrug
Die Großsteingräber bei Grevenkrug sind eine Gruppe von drei megalithischen Grabanlagen der jungsteinzeitlichen Trichterbecherkultur bei Grevenkrug im Kreis Rendsburg-Eckernförde in Schleswig-Holstein. Die Gräber 1 und 2 tragen die Sprockhoff-Nummern 170 und 171. Das dritte Grab trägt die Fundplatznummer Grevenkrug LA 24 und wurde 1970 von Joachim Kühl archäologisch untersucht.

## Lage
Die Gräber befinden sich nordöstlich von Grevenkrug beim Ortsteil Waldsiedlung. Grab 1 ist das mittlere. Grab 2 liegt 200 m ostnordöstlich und Grab 3 110 m südlich.

## Beschreibung

### Grab 1
Diese Anlage besitzt ein nord-südlich orientiertes Hünenbett mit einer Länge von etwa 25 m und einer Breite zwischen 6 m und 8 m. Sämtliche Umfassungssteine sind entfernt, eine Rinne, die bei der Steinrodung entstanden ist, ist noch deutlich zu erkennen. Die Hügelschüttung hat noch eine Höhe von 1,5 m und stellenweise eine ebene Oberseite. Die Hügelschüttung weist zwei Gruben auf, von denen die größere im Süden den ursprünglichen Standort der zerstörten Grabkammer markieren dürfte. Aufgrund der geringen Größe der Grube kann es sich bei der Kammer nur um einen kleinen Dolmen gehandelt haben.

### Grab 2
Diese Anlage besitzt eine Hügelschüttung, die in moderner Zeit verkleinert wurde und heute noch einen Durchmesser von 8 m besitzt. Bei der Grabkammer handelt es sich vermutlich um einen nordwest-südöstlich orientierten erweiterten Dolmen mit einer Länge von 2,2 m und einer Breite von 1,5 m. In situ sind nur noch die beiden Wandsteine der südwestlichen Langseite und der nordwestliche Abschlussstein erhalten. Zwei umherliegende Steine lassen sich nicht sicher zuordnen.

### Grab 3
Diese Anlage besitzt eine nordnordost-südsüdwestlich orientierte Grabkammer, bei der es sich um einen erweiterten Dolmen mit einer Länge von 2,2 m und einer Breite von 1,3 m handelt. Die Kammer bestand ursprünglich aus zwei Wandsteinpaaren an den Langseiten und je einem Abschlussstein an den Schmalseiten. Bei der Grabung im Jahr 1970 wurden noch die Unterteile der beiden gesprengten westlichen Wandsteine und der nach außen umgekippte südliche Abschlussstein vorgefunden. Von den restlichen Wandsteinen wurden nur noch die Standgruben festgestellt. Auch die Decksteine fehlten. Der ursprüngliche Zugang zur Kammer dürfte sich an der nördlichen Schmalseite befunden haben. Von der einstigen Ummantelung der Kammer waren noch eine 40 cm breite Schicht aus Feuerstein-Grus und unregelmäßig umherliegende Rollsteine vorhanden. Das Kammerpflaster war nur noch in einer 60 cm breiten Zone am Nordende erhalten. Es bestand aus einer unteren Schicht aus Rollsteinen, auf die eine 3 cm dicke Schicht aus gebranntem Feuerstein-Grus und anschließend ein Lehmauftrag folgte. Bestattungsreste oder Grabbeigaben wurden nicht gefunden.